# Oberonia santapaui
Oberonia santapaui là một loài thực vật có hoa trong họ Lan. Loài này được Kapadia mô tả khoa học đầu tiên năm 1960.